# Kralovice u Rakovníka (železniční zastávka)
Kralovice u Rakovníka jsou železniční zastávka a nákladiště (někdejší železniční stanice) v centrální části města Kralovice v okrese Plzeň-sever v Plzeňském kraji, nedaleko Kralovického potoka. Leží na neelektrizované jednokolejné trati Rakovník–Mladotice.

## Historie
Stanici otevřela 9. července 1899 společnost Místní dráha Rakovník-Mladotice z Rakovníku do Mladotic. Tudy od 21. ledna 1873 vedla trať společnosti Plzeňsko-březenská dráha (EPPK) v úseku z Plzní do Plas, celistvé dopravní spojení přes Žabokliky do stanice Březno u Chomutova bylo zprovozněno 8. srpna 1873. Budova kralovického nádraží vznikla dle typizovaného stavebního vzoru.
Po zestátnění společnosti 1. července 1884 v Rakousku-Uhersku pak obsluhovala stanici jedna společnost, Císařsko-královské státní dráhy (kkStB), po roce 1918 pak správu přebraly Československé státní dráhy.

## Popis
Nacházejí se zde dvě jednostranná vnitřní nekrytá nástupiště, k příchodu k vlakům slouží přechody přes koleje.